# 어불항
어불항은 전라남도 해남군 송지면 어물리에 있는 어항이다. 1972년 3월 7일 지방어항으로 지정하여 관리하고 있다. 시설관리자는 해남군수이다.

## 어항 시설
- 방파제 272m, 선착장 107m, 물양장 170m

## 주요 어종
- 돔, 장어, 바지락